# 충무아트센터
충무아트센터는 서울특별시 중구 흥인동에 위치한 대한민국의 종합예술시설이다. 2005년 3월 25일 충무아트홀이 개관하였고, 2016년 6월 1일 충무아트센터로 이름을 변경하였다.

## 특징
클래식과 연극, 뮤지컬 등 다양한 공연을 위한 최적의 관람환경을 갖춘 대극장과 중극장 블랙, 소극장 블루를 운영하여 다양한 명품 뮤지컬을 유치하고 신진 창작자들을 발굴, 육성하고 있다. 
특히 2014년 개관 10주년을 맞이하여 대극장 뮤지컬 <프랑켄슈타인>을 자체 제작하여 제8회 더뮤지컬어워즈 9관왕을 달성하는 쾌거를 이루었다. 
또한 국내 최초 창작 뮤지컬 대상 시상식인 ‘예그린뮤지컬어워드’를 개최하며 한국 뮤지컬 산업의 지속적 발전을 도모하고 있다. 
뿐만 아니라 예술아카데미, 문화나눔사업, 구립예술단체, 사회공헌협력사업 등을 통해 지역민들이 생활 속에서 문화를 향유할 수 있도록 다양한 지역문화사업을 펼치고 있다. 

## 시설
클래식과 연극, 뮤지컬 등 다양한 공연을 위한 최적의 관람환경을 갖춘 대극장(1,211석)과 중극장 블랙(305석), 소극장 블루(218석)를 운영하고 있다. 
이와 함께 갤러리, 다목적 공간인 예그린스페이스와 컨벤션홀, 오케스트라 연습실, 구립예술단체 연습실, 공연연습을 위한 스튜디오와 예술아카데미를 위한 교육공간이 있으며, 
골프연습장, 수영장, 헬스장, 에어로빅장, 샤워장 등의 체육시설과 카페, 레스토랑, 공연관람객이 이용할 수 있는 어린이놀이방 등의 부대시설을 갖추었다.   

## 교통
- 6호선 신당역 9번 출구로 나와서 동대문역사문화공원 방향으로 50m
- 2호선 신당역 1번 출구로 나와서 동대문역사문화공원 방향으로 150m
- 2,4,5 호선 동대문역사문화공원 2번 출구로 나와서 신당사거리 방향으로 300m

## 미래
서울 중구에서는 동부 지역에 주민 70%가 사는 것을 고려하여 퇴계로 387의 충무아트센터 부지에 중구청 신청사를 짓고 창경궁로 17의 기존 중구청 자리에 새 충무아트센터를 포함한 도심산업공간 서울메이커스파크를 신축할 예정이었지만 새로운 중구청장이 이전에 닌색을 표하면서 취소됐다.

## 역대 사장
- 故 이종덕
- 김승업
- 윤진호